# 漢密爾頓 (印地安納州克林頓縣)
漢密爾頓（英語：Hamilton）是位於美國印地安納州克林頓縣的一個非建制地區。該地的面積和人口皆未知。

## 地理
漢密爾頓的座標為40°20′47″N 86°37′05″W / 40.34639°N 86.61806°W，而該地的平均海拔高度為247米（即810英尺）。